# RMC
Pour les articles homonymes, voir RMC (homonymie).
Ne doit pas être confondu avec Radio Monaco.
RMC, sigle de Radio Monte-Carlo, est une station de radio généraliste française et dont les studios sont à Paris depuis 2002. Créée en 1943 dans la principauté de Monaco, RMC a toujours émis vers la France, même lorsque le monopole d'État interdit alors les stations commerciales (1945-1981). Elle fait alors partie des radios périphériques.
Depuis sa reprise en 2001 par Alain Weill, cette radio fait partie du groupe RMC BFM filiale de CMA CGM depuis 2024, qui possède également BFM TV. Les programmes de RMC s'appuient sur le commentaire de l'actualité sociale et politique et sur celui des principaux sports professionnels. Beaucoup de ses émissions sont des talk-shows.

## Historique

### 1943: naissance de la radio

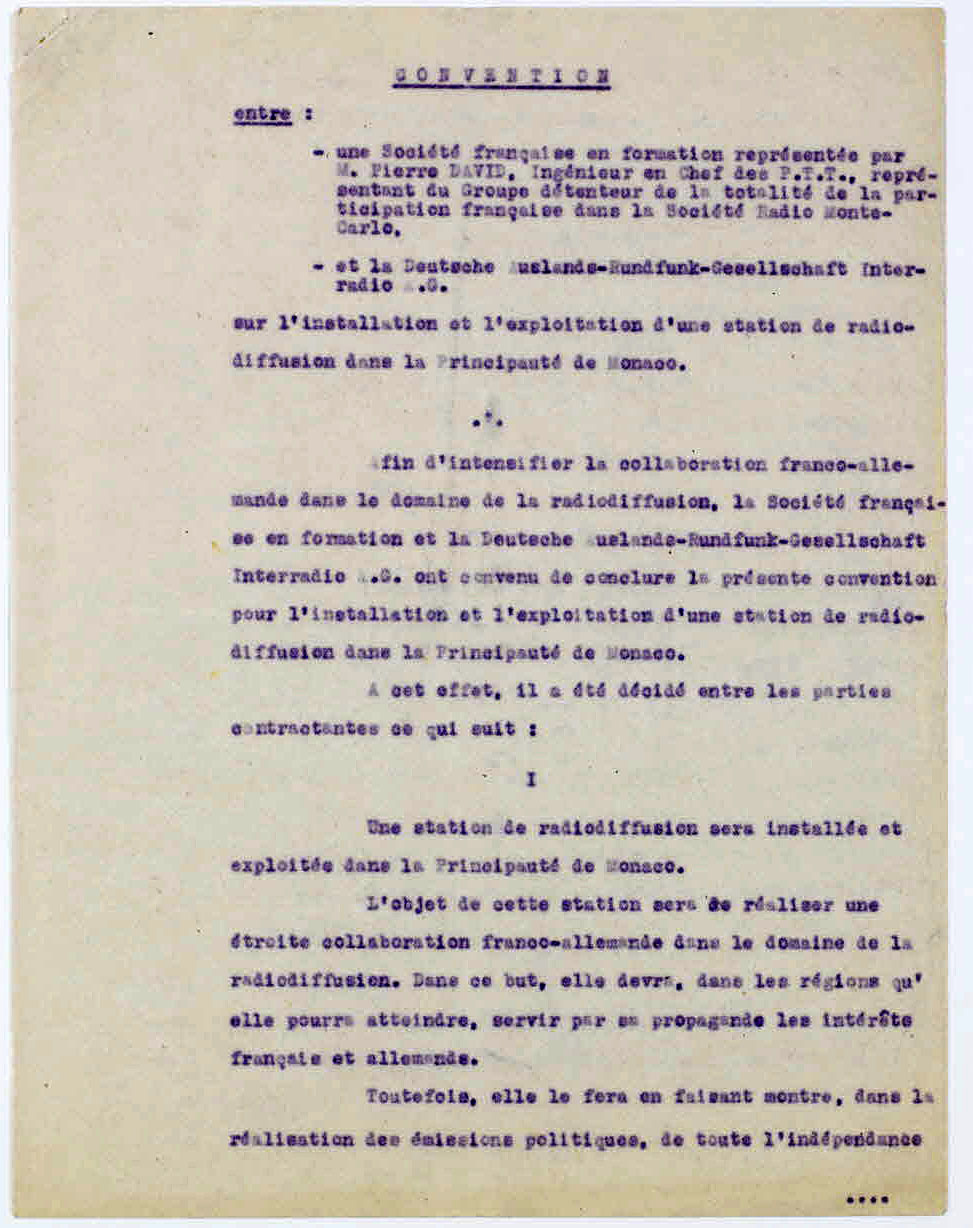
Convention de création de Radio Monte-Carlo, 20 mars 1942 (Archives nationales de France).

En juin 1933, la deuxième conférence internationale de Lucerne sur le plan de fréquences européen attribue une longueur d'onde radio internationale à l'État souverain de la principauté de Monaco. Le propriétaire de Radio Méditerranée, Max Brusset, qui a tenté de créer une station de radio périphérique à Monaco à la fin des années 1930 et qui a tissé des liens avec Otto Abetz, l'ambassadeur d'Allemagne à Paris, et des fonctionnaires du régime de Vichy, amène ses relations allemandes à s'intéresser à son projet. Le 6 juillet 1941, débutent à Vichy des négociations entre Max Brusset et le docteur Sonnenholl, secrétaire à l’ambassade d'Allemagne, sur le projet de création de cette radio qui serait une radio de propagande avec laquelle l’occupant allemand pourrait couvrir le sud de la France et l'Italie en la diffusant sur la fréquence monégasque inutilisée. Mais Monaco étant un État neutre, les protagonistes des deux pays ne peuvent disposer à leur guise de la fréquence convoitée dont la concession ne peut être accordée par la principauté qu'à une société monégasque. Ils utilisent alors l'artifice de sociétés écrans pour créer le 14 mars 1942 la société anonyme monégasque Radio Monte-Carlo, conjointement détenue par Deutsche Auslands Rundfunk Gesellschaft Interradio, l'organisme nazi chargé de contrôler les radios à l'extérieur du Reich, et l’Omnium français d’études et de participations (OFEPAR), créé spécialement avec l'aide de banques au tout début de 1942 pour gérer les intérêts français dans la société franco-allemande. La pression de l'allié italien pour le respect de la convention d'armistice oblige Interradio à céder la moitié de ses parts à la société nationale italienne Ente Italiano Audizioni Radiofoniche le 1er mai 1942, tandis que l'OFEPAR transfère toutes les siennes le 11 novembre à la SOFIRA (Société Financière de Radio) nouvellement créée quatre jours plus tôt pour contrôler pour le compte de l'État français des radios privées et permettre à Pierre Laval, revenu au pouvoir en avril 1942, d'évincer Brusset et de limiter les ambitions d'Otto Abetz sur cette radio en en devenant l'opérateur. Le 1er juillet 1943, l'hymne monégasque suivi d'une allocution de Maurice Chevalier inaugurent cette radio « au service de l’Europe nouvelle » , placée sous contrôle du ministère des affaires étrangères allemand, et qui commence à émettre de façon expérimentale sur 242 mètres (1 242 kHz) le 17 juillet 1943 à 19h depuis le Sporting d’hiver de Monte-Carlo, au moyen de l'émetteur onde moyenne de 10 kW de Radio-Méditerranée installé aux Plateaux Fleuris à Antibes qui était à l'arrêt depuis le début de la guerre et qui est loué par Brusset à Radio Monte-Carlo[réf. souhaitée]. Cet émetteur passe ensuite à 30 kW. Les émissions régulières commencent le 1er août 1943 et sont diffusées de 19h à 21h45, puis comportent dès la semaine suivante une session le midi. Le programme est d'abord uniquement musical, à base de jazz américain. En effet, les administrateurs français font tout pour retarder la mise à l'antenne des programmes d'information contrôlés par les Allemands qui comptent les utiliser à des fins de propagande, ce qui finit par agacer Otto Abetz, qui impose Charles Morice au poste de directeur général. Ainsi, Radio Monte-Carlo diffuse les informations de la Propagandastaffel dès mars 1944. Le 15 août 1944, les alliés bombardent Saint-Laurent-du-Var pour préparer le débarquement de Provence, ce qui coupe le circuit reliant le studio de Monaco et l'émetteur d'Antibes. Radio Monte-Carlo doit alors diffuser ses émissions directement depuis l'émetteur des Plateaux-Fleuris dont les installations techniques sont détruites à la masse et le pylône abattu par l'armée allemande en retraite le 24 août 1944. Les émissions s'arrêtent alors.

### 1944-années 1950: la Libération (sur les ondes moyennes)
Quelques émissions sont à nouveau diffusées à partir du 27 septembre 1944 grâce à Arthur Crovetto et à Paul Gilson, avec l'aide technique de l'armée américaine, mais cette initiative est stoppée trois jours plus tard sur ordre du gouvernement français. Radio Monte-Carlo ne reprend ses activités à titre expérimental que le 23 juin 1945 et de façon officielle le 1er juillet 1945 après que les gouvernements français et monégasque ont confisqué et repris les parts allemandes et italiennes dans la radio, la France détenant 83,33 % de son capital par l’intermédiaire de la SOFIRA et la principauté 16,67 %, ainsi qu'une redevance sur la concession de diffusion qu'elle détient correspondant à 7 % du chiffre d'affaires. La radio diffuse ses programmes sur ondes moyennes 205 mètres (1 467 kHz) grâce au nouvel émetteur de 10 kW du centre émetteur de Fontbonne sur les pentes du mont Agel mis en service le 10 octobre 1945, suivi rapidement par 2 émetteurs ondes courtes de 30 kW, diffusant sur 49,71 mètres et 42,05 mètres, puis par un nouvel émetteur onde moyenne de 120 kW en 1949.
Dans les années 1950, Francis Blanche, Cilette Badia et Anne de la Valette sont les principaux animateurs de l’antenne qui reprend largement les émissions produites par les Programmes de France ("Ploum ploum tra la la", "le Crochet radiophonique", "Reine d'un Jour", "Quitte ou double", "la Chose"...), diffusées également sur Radio Luxembourg. En 1952, la station atteint 7 % de parts d’audience sur le territoire français, mais son audience est beaucoup plus forte dans le Midi de la France et surtout dans les Alpes-Maritimes, grâce au nouvel émetteur dont la puissance est portée à 400 kW en 1958. Jo Darlay's donne quelques piges épisodiques pour stimuler la connaissance des dates de galas de variétés dans le Sud-Est[réf. souhaitée].
Dans les années 1960, Maurice Gardett anime Gardett Party, les matinales de la station et les radio-crochets et feuilletons radiophoniques sont à l'antenne. Radio Monte-Carlo est très écoutée en Afrique du Nord francophone notamment durant la guerre d'Algérie.
À cette époque, Radio Monte-Carlo dispose d'une zone d'écoute diurne limitée aux Alpes-Maritimes, au Var et aux Alpes-de-Haute-Provence ainsi qu'à une partie des Bouches-du-Rhône, ce qui est relativement restreint.

### Les années De Gaulle et Pompidou (lancement des grandes ondes)
La Sofirad, en accord avec les gouvernements français et monégasque, décide d'élargir la zone de diffusion de la station et de pouvoir ainsi étendre son audience potentielle. RMC entre ainsi dans le monde des grandes radios en inaugurant en 1965 son premier centre émetteur grandes ondes situé à 1 000 mètres d'altitude à quelques kilomètres de Monaco, sur le territoire de la commune de Peille (Alpes-Maritimes), l'émetteur de la Madone qui, avec une puissance de 1 200 kW, permet d'élargir sa zone d'écoute au sud d'une ligne Valence-Bordeaux.
RMC est désormais diffusée sur 1 400 mètres grandes ondes. Depuis le 28 septembre 2021 lors d’une cérémonie présidée par S.A.S le Prince Albert II en présence de nombreuses personnalités le site porte le nom de Lucien Allavena , pionnier de la radiodiffusion, décédé en 2018 , qui avait rejoint Radio-Monte-Carlo comme jeune ingénieur en 1955 pour créer et diriger l’ensemble des centres émetteurs.
La station ouvre également des studios à Paris au 12, rue Magellan et des bureaux régionaux à Marseille, Montpellier et Bordeaux.
En proposant son programme sur les grandes ondes, RMC quitte définitivement sa fréquence ondes moyennes, qui, ainsi libérée, va être utilisée pour un nouveau programme. Le 6 mars 1966, une seconde version de Radio Monte-Carlo (cette fois-ci en langue italienne) est proposée et diffusée sur ondes moyennes sur 702 kHz avec une puissance de 1 200 kW depuis un pylône de l'émetteur de la Madone orienté vers Milan, autorisant une réception confortable du nord de l'Italie jusqu'aux portes de Rome. L'animateur vedette de la station, Noël Coutisson, en prend la direction.
Dans ces années d'« agrandissement », une « pépinière » de nouveaux journalistes et d'animateurs va voir le jour sur RMC. Du côté des animateurs, Pierre Lescure, José Sacré ou Julien Lepers font leurs débuts sur Radio Monte-Carlo. Jean-Pierre Foucault est le lauréat d'un concours d'animateur organisé par la radio. Pendant cette période, les émissions sont populaires, ponctuées de jeux et divertissements. Certaines sont produites en partenariat avec la Radio des Vallées qui les diffuse également, comme « Toute la ville joue et gagne… à Radio Match », jeu enregistré sous le chapiteau géant du Radio Circus, produit et présenté par Noël Coutisson. La radio revendique ses origines méridionales, elle est amusante, sans prise de tête et les estivants la considèrent comme « la radio des vacances » que tout le monde prend plaisir à écouter dans le Sud, sans parisianisme aucun.

### 1974-1981: les années Giscard (les grandes ondes à pleine puissance)
Durant l'été 1974, la station inaugure un nouveau centre émetteur Grandes Ondes à Roumoules, dans le département des Alpes-de-Haute-Provence, (voir "émetteur de Roumoules") et triple ainsi sa zone d'écoute originelle qui s'étend désormais au sud d'une ligne (approximative) Nantes-Paris-Reims-Dijon-Lons-le-Saunier. Son fondateur est Lucien Allavena alors directeur technique de Radio-Monte-Carlo. Elle entre ainsi dans de nombreuses régions françaises en concurrence frontale avec RTL, Europe 1 et France Inter. Bien plus dégagé par rapport à la chaîne des Alpes, ce centre dispose d'une puissance supérieure (2 000 kW) à celui de la Madone (1 200 kW). Le premier émetteur est mis en service le 15 juillet 1974 et le second le 15 octobre de la même année.
L'audience, mesurée comme aujourd'hui, entre octobre 1974 et juin 1975 passe de 1 200 000 à 2 750 000 auditeurs. Elle frôlera même les 14 % des auditeurs français à la fin de la décennie 1970.
Radio Monte-Carlo se diversifie et transforme durant l'été 1974 le centre émetteur GO initial en centre de diffusion OM et diffuse sur 428 mètres (702 kHz) un programme à destination de l'Italie et toujours sur 1 467 kHz le programme français.
Entre 1978 et 1981, sous la direction de Michel Bassi sont ouverts 4 programmes FM spécifiques aux auditeurs de la Côte d'Azur, qui accueille des touristes venus du monde entier. Ainsi naissent "RMC Côte d'Azur", "RMC Rock", "RMC Classique" et un programme en anglais, audibles de Saint-Tropez à Bordighera.
En 1979 et jusqu'à la rentrée 1981, Pierre Lescure est nommé directeur des programmes de la station et un an plus tard, il recrute Alain Chabat, lequel a débuté sur Radio Andorre puis a collaboré à France Inter ainsi que Christian Borde qui fait ses débuts sur Radio Monte-Carlo à cette période.
Radio Monte-Carlo renforce également sa présence dans les régions en ouvrant progressivement des bureaux régionaux à Toulouse, Lyon, Grenoble, Nice, Clermont-Ferrand et Ajaccio. Dans ces années là, 300 collaborateurs officient à Monaco, une quarantaine en province et plus d'une centaine à Paris[réf. souhaitée].
Franck Fernandel est l'animateur qui apportera à la station la meilleure image de la chanson française, comme la couleur méridionale indispensable aux auditeurs.
Des animateurs comme Georges de Caunes ou Yves Mourousi donneront à la station une image dite sérieuse et Jean-Pierre Foucault comme Carole Chabrier continueront à distraire les auditeurs.

### 1981-1998: les années Mitterrand ou l’inéluctable déclin
En juin 1981, la France voit apparaître de nouvelles radios libres diffusées sur la bande FM. La nouvelle direction de RMC, nommée après le changement politique en France, décide de supprimer ou de déplacer certains programmes emblématiques (Quitte ou Double de Zappy Max ou la matinale de Jean-Pierre Foucault) pour proposer de nouvelles émissions visant à éduquer le public. Mais les auditeurs ne sont pas prêts à ce chamboulement et ne suivent pas ce mouvement. En 1983, alors que la station a déjà perdu beaucoup de ses auditeurs, la direction reprogramme des émissions populaires. Mais l'arrivée des radios libres marque la fin du "monopole" de RMC sur le sud de la France. Face à cette érosion de l'audience, les principaux animateurs quittent la station, à l'instar de Jean-Pierre Foucault qui rejoint RTL en septembre 1989. En 1986, Jean-Louis Filc, alors présentateur des grands journaux de la matinale, est nommé directeur du service des sports et le restera jusqu'en 2000[réf. souhaitée].
La station cherche également à entretenir son positionnement en organisant des tournées d'été, principalement dans les villes balnéaires, où elle installe des podiums présentant des spectacles d'artistes grand public, à l'instar des radios concurrentes d'alors, telle Europe No 1.
TOURNEE ETE RMC
1982 : 1re partie : Pascal Danel, Jean-Luc Lahaye. 2e partie : Pierre Perret.
1983 : Présenté par Jean-Pierre Foucault. 1re partie : Dorothée (animatrice) and co..."pour faire une chanson". 2e partie : Carlos (chanteur).
1984 : 1re partie : Jean-Luc Lahaye. 2e partie : Roland Magdane
1985 : 1re partie : Cookie Dingler. 2e partie : Gilbert Montagné.
RMC décide de s'aventurer au nord de la France et crée plusieurs décrochages locaux en FM[réf. souhaitée]. D'abord à Paris, où la station obtient la fréquence 103,1 MHz en 1987, puis RMC Champagne (102,1 MHz) le 12 février 1988 qui est inaugurée par Jean-Pierre Foucault, il y anime son émission en direct le 29 février depuis le Café du Palais à Reims de 8 h 30 à 11 h. Suivront RMC Côtes d'Armor à Perros-Guirec et Dinan inaugurés par Childéric Muller en direct dans son émission Bachibouzouk. Ces décrochages s'arrêtent tous en juin 1989 à l'exception de la fréquence parisienne.
L'État français tente alors la privatisation à plusieurs reprises (en 1986, 1992, 1994 et 1996), mais sans pouvoir conclure l'affaire, à cause du coût exorbitant de la station et de sa restructuration. En attendant un désengagement de l'État français et une éventuelle vente, la station change de directeur tous les deux ans et demi en moyenne. Chacun imprime sa marque en voulant faire de RMC tantôt un programme national tantôt régional et tout cela coûte cher[réf. nécessaire].
En 1990, la dernière grande tournée d'été radiophonique est animée par Childéric Muller avec Patrick Sébastien et de nombreux artistes. Elle réunira plus de 400 000 spectateurs sur les plages de France.
En guise de plan de rigueur, RMC vend en 1993 à la principauté l’immeuble dont elle est propriétaire à Monaco pour 30 000 000 d’euros. En contrepartie, elle devient alors locataire de l’immeuble qui lui appartient.
Les grilles se succèdent pour remonter l’audience. Cette année-là Jérôme Bellay, fondateur de France Info puis LCI, remplace Yves Mourousi à la direction des programmes avec pour objectif de faire de RMC une radio "talk and show". Il engage Hervé Pouchol, Jean-Claude Bourret et Yves Calvi. Mais son public traditionnel, populaire et issu du sud de la France, ne se retrouve pas dans une station aux ambitions nationales et perçue comme parisienne.
Le 30 octobre 1993, RMC cesse pour cause de déficit la diffusion de ses programmes FM "RMC Côte d’Azur", "RMC Rock" et "RMC Classique" lancés entre 1978 et 1981 à destination du public de la Côte d’Azur.
En septembre 1994, Jean-Pierre Foucault devient directeur des programmes de RMC. Il entend reconquérir le public traditionnel de la station : Julien Courbet, qui a quitté RMC pour NRJ, revient animer la matinale Radio Monté Courbet[réf. souhaitée], Jean-Claude Bourret présente les journaux d’information, Patrick Sabatier réalise des interviews dans la Grande Vie et le duo des Chevaliers du fiel est débauché à Sud Radio. Le 29 novembre 1994, le gouvernement monégasque renouvelle pour vingt ans le contrat de concession de RMC jusqu'au 1er octobre 2013.
La Cour des comptes française épingle sévèrement RMC pour sa gestion financière. Les rentrées d’argent se font moindres du fait de la baisse des recettes publicitaires consécutives à une audience en chute libre, mais à RMC on continue de dépenser sans compter et de vivre comme à la belle époque de la fin de la décennie 70 où l’audience est gratifiée de presque 14 points[réf. souhaitée]. Les effectifs diminuent sensiblement mais les masses salariales augmentent de façon significative[réf. souhaitée]. Les déficits se creusent d'année en année pour atteindre environ 70 millions d'euros sur la période cumulée 1989-1997, dont environ 17 rien que sur l'année 1997[réf. souhaitée].
L’audience remonte depuis le retour de Jean-Pierre Foucault et se stabilise autour de 3,8 % à 4 %. Mais l’État français, actionnaire principal, confronté à un déficit abyssal impossible à résorber sauf à y injecter des sommes colossales, trouve enfin un repreneur pour la station.

### 1998-2000: le démantèlement et l'ère Sud Communication
Le groupe RMC est démantelé en 1998 : le groupe de médias Sud Communication, filiale des laboratoires Pierre Fabre et du Groupe NRJ, déjà propriétaire de Sud Radio, se porte acquéreur des parts de la Sofirad dans le groupe RMC mises en vente par l’État français et prend le contrôle opérationnel de RMC, tandis que le groupe NRJ devient opérateur de Nostalgie et que Montmartre FM est vendue à LV&Co, la société de Gérard Louvin[réf. souhaitée]. On assiste à une nouvelle vague de départs du personnel ainsi qu'à la fermeture des bureaux régionaux[réf. souhaitée]. La grille des programmes est chamboulée sur un week- end, les animateurs à l'antenne le vendredi faisant place le lundi à un fil musical entrecoupé plusieurs fois par heure de chroniques courtes. Le nouveau format fait penser à un mélange de RFM et France Info. RMC fait donc totalement peau neuve le 1er mars 1998 et propose un programme beaucoup moins coûteux mélangeant les traditionnels rendez-vous d'information (RMC Matin, journaux de 13 heures et 18 heures) et des tranches musicales de quatre heures où, comme sur les radios FM, les animateurs s'auto-réalisent. Le but avoué est de féminiser et rajeunir l'audience (cible des 35-49 ans), le flux musical devient plus formaté et resserré autour des grands standards consensuels des trente dernières années, dont 60 % de morceaux français. Deux fois par heure, il est interrompu par de courtes chroniques de deux ou trois minutes consacrées à la vie quotidienne, la culture ou l'évasion. Violaine Vanoyeke invente le concept "on n'a rien inventé" en faisant plusieurs fois par jour un parallélisme et une analyse entre un événement d'actualité et un équivalent dans l'histoire. "Madame histoire et archéologie", elle intervient également au pied levé sur des découvertes ou événements importants d'actualité (histoire du marathon au moment du marathon de Paris; décès de l'égyptologue Jean-Philippe Lauer...)
À partir de septembre 1999, Bernard Tapie dialogue chaque matin avec les auditeurs, mais Allô Bernard est la seule émission d'interactivité de la station[réf. souhaitée]. Le reste de la grille est très économique : de longues plages musicales entrecoupées de courtes chroniques. En mars 2000, RMC redevient généraliste : Jean-Luc Reichmann anime une matinale avec des jeux, José Sacré pilote les fins d'après-midi et François Sorel anime une quotidienne sur les nouvelles technologies.

### De 2001 à 2011: ère NextRadioTV et positionnement sur le format «Info, Talk, Sport»

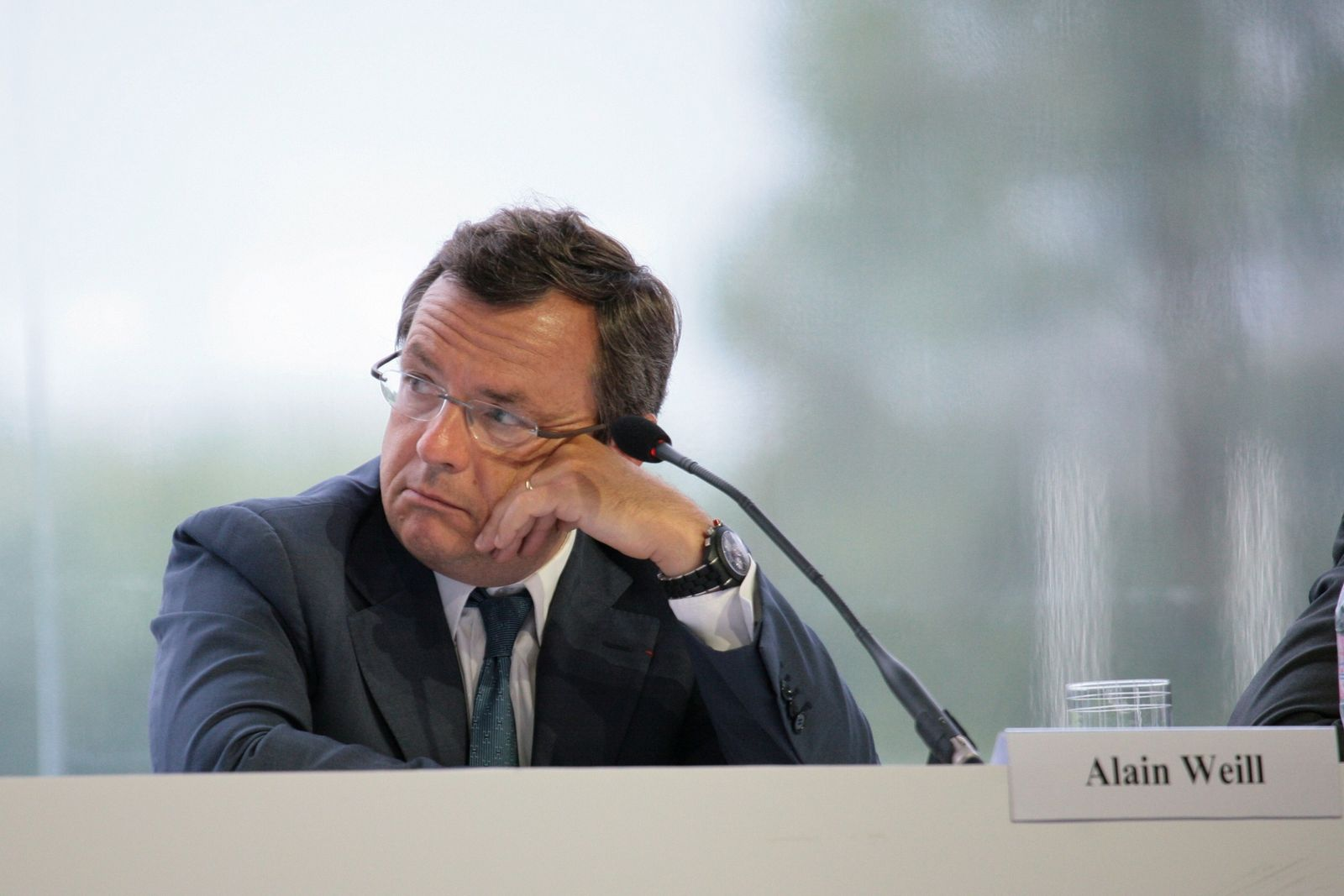
Alain Weill, vice-président de RMC

Le 5 juillet 2000, NRJ Group cède au groupe Fabre sa participation de 20 % dans Sud Communication et lui rachète toutes ses parts dans RMC, devenue exsangue et moribonde avec une audience de 1,9 % d'après le dernier sondage Médiamétrie de l'année 2000[réf. souhaitée], pour en faire une radio nationale "news-talk" suivant le modèle américain. Mais, la loi française interdisant à un même groupe de desservir par le biais de ses différents réseaux radiophoniques plus de 150 millions d'auditeurs potentiels, NRJ Group (qui édite déjà NRJ, Chérie FM, Rire et Chansons et Nostalgie) se retrouve en infraction[réf. nécessaire]. Le 13 novembre 2000, NRJ Group annonce donc qu'il renonce à RMC pour se mettre en conformité avec la loi[réf. souhaitée].
À la fin du mois de novembre 2000, Alain Weill, alors directeur général de NRJ Group pour lequel il conduit le projet de reformatage de RMC, démissionne de ses fonctions pour créer Nextradio, dont il prend la présidence du directoire et racheter les parts de Sud Communication dans RMC,.
RMC vend à NRJ Group les 20 % de parts qui lui restent dans le capital de Nostalgie et les déficits de la station sont en très grande partie épongés. Afin de permettre l'assainissement de la situation financière, seul un effectif de 110 personnes est maintenu (François Sorel, Alain Marschall, Jean-Louis Filc, Denis Lemoine, Jean Resseguié, etc.) sur les quelque 600 employés que compte RMC[réf. souhaitée].
Un nouveau format est mis au point par trois anciens personnages de NRJ, le président Alain Weill, Marc Laufer et le directeur des programmes Franck Lanoux. Ce reformatage est mis à l'antenne le 22 janvier 2001,.
En juin 2001, RMC change de nom et devient RMC Info. François Pesenti, transfuge de RTL, est alors le nouveau directeur des sports.
L'effectif de la radio à Monaco se limite désormais à une seule personne au siège social, Jean-Louis Filc, qui a la charge de cette gestion dans le pays d'origine de RMC. Un décrochage quotidien couvrant le territoire monégasque est alors diffusé à 7 h 50.
À la rentrée 2002, Alain Weill organise le positionnement de la station autour de trois piliers : infos, talk-shows et sports, inspirés des radios « talk » américaines.
En 2003, la station, déficitaire depuis vingt ans, renoue pour la première fois avec les bénéfices. Ce montant s'élève à 1 000 000 €.
En juillet 2003, Jean-Marc Morandini est licencié à la suite d'une interview parue dans Le Parisien, dans laquelle il critique sévèrement la politique menée par les dirigeants de NextRadioTV, les qualifiant de « financiers » et non de « journalistes ».
Pour la rentrée 2006, la station tente une communication originale avec une campagne de publicité en prévision de l'élection présidentielle de 2007. Les slogans s'adaptent en conséquence et deviennent "Changez de radio pour RMC" ou "Nouveau président, nouvelle radio".
Le 28 mars 2020 à 00h02, RMC cesse d'émettre sur les grandes ondes,.

### Depuis 2021
En 2021, RMC a une nouvelle grille, avec des débats de 4 h 30 à 15 h du lundi au vendredi et de 6h à  15h le samedi et le dimanche et du sport de 15 h à minuit tous les jours.
En 2024, Altice France vend RMC à CMA CGM.
- Charles Matin, de 4 h 30-6 h, pré-matinale présentée par Charles Magnien, accompagné d'Anaïs Castagna. Depuis septembre 2022, l'émission est prolongée jusqu'à 6h30, et depuis le 2 janvier 2023, l'émission est en simultané sur RMC Story de 5h58 à 6h30.
- Apolline Matin, de 6 h-8 h 30, matinale présentée par Apolline de Malherbe (en simultané sur RMC Story).
- Face à Face, de 8 h 30-9 h, entretien politique présenté par Apolline de Malherbe (en simultané sur BFM TV).
- Les Grandes Gueules, de 9 h-12 h émission de débat d'actualités présentée par Alain Marschall et Olivier Truchot (en simultané sur RMC Story).
- Estelle Midi, de 12 h-15 h, émission de débat d'actualités présentée par Estelle Denis (en simultané sur RMC Story).
- Super Moscato Show, de 15 h-18 h, émission sportive présentée par Vincent Moscato et Pierre Dorian (en simultané sur RMC Story).
- Rothen s'enflamme, de 18 h-20 h, émission sur le football présentée par Jean Louis Tourre et Jérôme Rothen.
- L'After Foot, de 20 h-0 h, émission de débat et de football dont la présentation est assurée par Gilbert Brisbois, Nicolas Vilas ou Nicolas Jamain (en simultané vidéo sur la chaîne Youtube "AFTER FOOT").

À partir du 22 août 2022, la matinale Apolline Matin débute à 6 h 30 au lieu de 6 h
Le 28 juin 2024 l’Arcom agrée le changement de contrôle d’Altice Média au profit du groupe CMA CGM. Le 2 juillet 2024, le rachat d'Altice Media par l'armateur CMA-CGM est finalisé

## Identité de la station

### Logos

Ancien logo de Radio Monte-Carlo du 1er juillet 1943 au 24 août 1944
Ancien logo de Radio Monte-Carlo du 23 juin 1945 à 1965
Ancien logo de Radio Monte-Carlo de 1965 à 1974
Ancien logo de Radio Monte-Carlo de 1974 à 1981
Ancien logo de RMC de 1981 à 1987
Ancien logo de RMC de 1987 à 1989
Ancien logo de RMC de 1989 à 1999
Ancien logo de RMC de 1999 à juin 2001
Ancien logo de RMC Info de juin 2001 au 30 juin 2002
Logo actuel de RMC depuis le 1er juillet 2002

### Slogans
- Du soleil, comme s'il en pleuvait (années 1970)
- Plus près, plus chaud (années 1980)
- La station des stations (1984)
- Écoutez la radio qui vous écoute (1985)
- On est fait pour s'entendre (1986)
- On est fait pour être ensemble (1986)
- On a tout à gagner à écouter RMC (1987)
- Le don du soleil (1989)
- La vie à 100 % (1992)
- La vie du bon côté (1994)
- La valeur sud (1996)
- Changez d'air ! (1999)
- Info, talk, sport (2001)
- Maintenant, c'est là que ça se passe ! (2005)
- Votre radio d'opinions (2011)
- Info, talk, sport (depuis 2014)
- Bien plus qu'une radio (depuis 2022)

### Positionnement
L'association de critiques des médias Acrimed constate un choix éditorial favorable aux hommes. Une très large majorité des auditeurs intervenant dans l'émission du matin Bourdin and Co sont des hommes, tandis qu'une seule femme possède une émission en semaine. Ce choix est assumé par la direction de la station, indiquant que les hommes « adorent disséquer l'info », tandis que les femmes « écoutent l'info puis s'occupent de leur famille et leurs enfants ». Le propriétaire de la radio indique lui que cette cible est visée à des fins économiques pour les annonceurs.
En décembre 2012, Acrimed publie un article dans lequel elle relève entre autres que « Ce contraste entre la place accordée aux « petits patrons » et à leur salariés n’est finalement pas si surprenant que cela, RMC ayant fait des premiers une cible éditoriale et commerciale prioritaire. Elle crée néanmoins une distorsion notable : la caisse de résonance qui leur est ainsi offerte favorise leur vision de la société mais aussi leurs intérêts, au détriment de ceux des salariés. ».
En septembre 2014, l'imitateur Nicolas Canteloup, imite Jean-Jacques Bourdin et plaisante en disant que RMC signifie « Radio Marine Championne » ou « Radio Bière Foot » et considère RMC comme une radio de beaufs située à l'extrême-droite. Jean-Jacques Bourdin répondra violemment à cette pique en lançant au micro de RMC « J'irai l'attraper au collet et lui dire ce que je pense ! Parce que je ne pense pas que ça soit un homme, franchement. »,.

## Organisation

### Sièges
Les premiers studios de Radio Monte-Carlo sont installés dans le Sporting d'hiver de Monte-Carlo. La radio s'installe en 1946 dans un ancien palace de la principauté, l'hôtel Prince de Galles, situé au 16 boulevard Princesse Charlotte à Monte-Carlo. RMC vend cet immeuble en 1993 à la principauté pour 385 millions de francs, ce qui lui permet d’éponger une partie de ses déficits mais, en contrepartie, elle devient locataire de l’immeuble qui lui appartient. En 2001, la radio abandonne son siège historique voué à la démolition et déménage son siège social dans des locaux plus modernes situés au 10-12 quai Antoine Ier au bord du port de Monaco.
La station ouvre des studios à Paris dans les années 1960 au 8 rue Magellan, puis au 46 avenue Kléber en 1986 qu'elle quitte en 2002 pour rejoindre les locaux plus spacieux (1 100 m2) de NextRadioTV situés au 12 rue d'Oradour-sur-Glane dans le quinzième arrondissement de Paris, au sixième étage d'un immeuble de verre bordant le périphérique parisien et qui abrite aujourd'hui les studios de la station, l'agence RMC Sport ainsi que BFM Business et BFM TV.
Le 24 mai 2018, on apprend que RMC, comme l'ensemble du groupe NextRadioTV, déménagera à l'automne pour rejoindre le groupe Altice-SFR dans un gigantesque ensemble à Paris.

### Dirigeants

#### Historique des nominations et des départs
- Le 6 janvier 2017, Cécilia Ragueneau, ex-patronne d'I-Télé, remplace Frank Lanoux à la direction générale de RMC, ce dernier étant promu en interne[26].
- À la rentrée 2018, Cécilia Ragueneau décide de quitter la direction générale de RMC, elle est remplacée en interne par Guénaëlle Troly[27].
- Le 21 novembre 2018, Morgan Serrano arrive sur RMC pour occuper le poste de directeur[28].
- Le 4 mars 2019, François Pesenti, directeur des sports de RMC durant dix-sept ans, est remplacé par Laurent Eichinger[29].

### Capital
RMC est éditée par la société anonyme de droit monégasque Radio Monte-Carlo, au capital social de 2 287 500 euros, immatriculée au registre du commerce et des sociétés de Monaco sous le numéro 56 S 00509 et au registre du commerce et des sociétés de Paris sous le numéro 788 185 288. Cette société est titulaire de la concession de service public de l'État monégasque pour émettre sur plusieurs fréquences de radio et a également obtenu l'autorisation de re-émettre en France.
De 1943 à 1945, Radio Monte-Carlo est contrôlée à 50 % par la SOFIRA (Société Financière de Radio), chargée de contrôler pour le compte de l'État français (Vichy) des radios privées et représentée par Jacques Trémoulet, à 25 % par Interradio (Deutsche Auslands Rundfunk Gesellschaft Interradio), l'organisme nazi chargé de contrôler les radios à l'extérieur du Reich et dirigé par Léo Eigner et à 25 % par l'Ente Italiano Audizioni Radiofoniche (société nationale italienne).
À la Libération de 1945, les parts allemandes et italiennes du capital de Radio Monte-Carlo sont reprises par la Sofirad qui contrôle 83,33 % du capital et par la Trésorerie générale de la principauté de Monaco qui prend 16,67 % des parts. En 1998, la Sofirad vend ses parts à la holding Sud Communication, filiale des Laboratoires Pierre Fabre et de NRJ Group, qui les cède le 5 juillet 2000 à NRJ Group. Pour ne pas être en infraction, NRJ Group renonce à cette acquisition le 13 novembre 2000.
En novembre 2000, RMC est détenue à 83,33 % par le groupe NextRadioTV et à 16,67 % par la principauté de Monaco. Depuis, la principauté a diminué sa participation jusqu'à 4,66 % qu'elle échange en janvier 2013 contre 1,77 % de NextRadioTV.
Depuis janvier 2013, NextRadioTV détient 99,9 % de RMC, la principauté de Monaco conserve 0,1 % du capital, auxquels s'ajoutent les 3 % de NextRadioTV qu'elle détient.
Le 20 avril 2018, le CSA agréée la prise de contrôle exclusif par le groupe SFR de la société Groupe News Participations, actionnaire majoritaire du groupe NextRadioTV (BFM TV, RMC Découverte, Numéro 23, etc.). Cet agrément de modification de contrôle se traduira par des avenants aux conventions des services de NextRadioTV. Ceux-ci tiendront compte du changement de répartition du capital et des nouveaux engagements en faveur de la diversité pris par SFR pour la chaîne Numéro 23.
À la suite de cet accord du CSA, l’intégration de NextRadioTV dans Altice France est effective. Le rapprochement entre les télécoms et les médias, initié en juillet 2015 avec l’acquisition de 49% de NextRadioTV par Altice, franchit ainsi une nouvelle étape, avec l’obtention de l’ensemble des autorisations nécessaires pour l’intégration de NextRadioTV dans le groupe Altice France. NextRadioTV devient désormais une filiale à 100% d’Altice France (ex SFR Group),

## Programmation

### Historique entre janvier et juin 2001
Le reformatage de RMC est mis à l'antenne le 22 janvier 2001,.
Du lundi au vendredi, de 6 h à 10 h, avec Matinales info jusqu'à 9 h puis le magazine RMC Vous, Yvon Le Gall propose toutes les demi-heures un journal sur l'actualité générale (présenté par Patricia Navarro) et sur l'actualité politique (avec Philippe Lapousterle) suivi d'un journal des sports (présenté par Jean Rességuié). José Sacré anime la pré-matinale de 5 h à 6 h.
Le pédiatre Christian Spitz, devenu célèbre en animant en tant que consultant dans l'émission Lovin' Fun avec l'animateur Difool sur la radio musicale Fun Radio, rejoint RMC pour animer Médecin sur RMC une émission sur la médecine et la psychologie de 10 h à midi. Alain Weill fait également appel à des personnalités de la télévision comme l'ancienne animatrice de Parole d'Expert sur France 3 Valérie Expert qui officie sur LCI et Sylvain Attal, animateur d'Argent Public sur France 2. La première s'attachera aux problèmes quotidiens des auditeurs et les solutions qu'ils y ont apporté dans RMC Consommation de 14 h à 16 h et le second proposera une émission autour de sujets délicats liés à l'actualité et souvent délaissés par les médias avec l'intervention des auditeurs dans RMC Controverses de 16 h à 18 h. L'ancien animateur de Vidéo Gag sur TF1 Alexandre Delpérier, qui officie sur M6, rejoint aussi RMC pour y animer RMC Sport chaque samedi et dimanche de 18 h 45 à 22 h.
Le reste de la grille est consacré à l'actualité, l'économie et le sport. De 12 h à 12 h 50 puis de 18 h à 18 h 45, Alain Marschall présente un journal d'informations, de 12 h 50 à 14 h, Bruno Dranesas anime La bourse facile et Christophe Pacaud anime RMC Sport de 18 h 45 à 21 h.
Le week-end, François Sorel présente De quoi j'me mail une émission consacrée aux nouvelles technologies qu'il anime depuis juin 2000. Des rediffusions des shows de la semaine, des flashs d'informations et des évènements sportifs sont diffusés occupent le reste de la grille du week-end.

### Historique entre juin 2001 et août 2002
En juin 2001, RMC change de nom et devient RMC Info.
Jean-Jacques Bourdin, journaliste à RTL pendant plus de 25 ans rejoint RMC Info dès juin pour présenter une matinale libre antenne de 7 h à 10 h. L'ancienne actrice pornographique Brigitte Lahaie est l'autre recrue phare de RMC Info où elle anime une émission sur la sexualité de 14 h à 16 h dès la mi-août.
Christian Spitz, Sylvain Attal et Alain Marschall continuent leurs émissions tandis que José Sacré, Valérie Expert, Bruno Dranesas et Christophe Pacaud quittent RMC. Nicolas Grebert anime la pré-matinale d'information de 5 h à 7 h et Véronique Rosa-Donati devient animatrice de C'est plus pratique, un rendez-vous consommation entre 13 h et 14 h.
François Pesenti, transfuge de RTL est le nouveau directeur des sports. Alexandre Delpérier succède à Christophe Pacaud (parti sur RTL) pour présenter RMC Sport chaque soir de 18 h 45 à 21 h avec Christophe Cessieux, transfuge d'Europe 1 et les soirs de matchs, il y a l'Intégrale Foot de 21 h à 23 h.
Le week-end, les tranches d'informations sont assurées par Céline Martelet et Jean-Christophe Dimino de 5 h à 10 h. Véronique et Davina présentent une émission de fitness, Véronique et Davina en forme, chaque dimanche de 10 h à 12 h. L'émission dédiée aux nouvelles technologies, De quoi j'me mail, présentée par François Sorel passe les samedis et dimanches entre 13 h et 14 h. Jean-Jacques Lachaud, transfuge d'Europe 1, présente les informations de 12 h à 13 h et de 18 h à 19 h. Le reste de la grille du week-end est consacré aux sports, Jean-Philippe Lustyk présente Intégrale Sport de 14 h à 18 h et Olivier Bruneau présente Intégrale Foot de 19 h à 23 h.
En octobre 2001, Jean-Michel Larqué rejoint RMC Info, il intervient dans RMC Sport chaque vendredi 20 h à 21 h pour la rubrique 3e mi-temps. Lors des soirées de championnat, après les matchs de 22 h à 23 h, Jean-Michel Larqué revient à chaud sur les faits marquants. Enfin, chaque dimanche, dans Dimanche foot, entre 19 h et 20 h, aux côtés de François Pesenti, Jean-Michel Larqué commente l'actualité du football français et européen.
En janvier 2002, RMC achève l'aménagement de ses matinales du week-end. Ainsi, la tranche d'information qu'animent jusqu'à présent, le samedi et le dimanche de 5 heures à 10 heures, Céline Martelet et Jean-Christophe Dimino, laisse la place, entre 7 heures et 10 heures, à François Sorel accompagné d'une tribu de spécialistes. Le samedi, Patrick Mioulane, parle jardinage de 7 heures à 8 heures. Il est suivi, pour un nouveau tour de cadran, de Rémi Bricoltout, expert en voitures, puis de l'éditeur Christian Pessey, qui parlera maison. Le dimanche, toujours dans l'ordre, Laetitia Barlerin conte la vie des animaux, Jean-Pierre Chanial délivre quelques tuyaux côté voyages et Julie Andrieu, donne ses conseils culinaires.
Olivier Bruneau qui présente les soirées football dans Intégrale Foot de 19 h à 23 h a démissionné de la station et est remplacé par Alexandre Delpérier qui anime aussi RMC Info Sport le vendredi de 18 h à 21 h tandis que François Pesenti et Christophe Cessieux s'occupent désormais de RMC Info Sport du lundi au jeudi de 18 h à 21 h.
En avril 2002, l'ancien pilote de Formule 1 Patrick Tambay rejoint RMC Info pour commenter les épreuves de F1 avec Alexandre Delpérier. La station est devenue l'unique détenteur des droits de retransmission du Championnat du monde de Formule 1.
La station retransmet la quasi-totalité des rencontres de la coupe du monde de football 2002 avec Jean-Michel Larqué comme consultant. Bernard Lama et Denis Balbir sont également de la partie. Pendant la même période, RMC Info engage la joueuse de tennis Sarah Pitkowski pour suivre les Internationaux de France de tennis 2002.
Du 6 au 28 juillet, RMC Info retransmet en direct le Tour de France. La radio souligne que cette retransmission vise à conforter sa position de « première radio sur le sport », avec le championnat du monde de Formule 1 et après la coupe du monde de football 2002. Dans RMC Info Sport, Yann Lavoix propose des invités, des reportages et commentaires sur l'étape entamée.

### Historique entre septembre 2002 et août 2004
À la rentrée 2002, Alain Weill organise le positionnement de la station autour de trois piliers : infos, talk-shows et sports, inspirés des radios « talk » américaines.
De nombreuses émissions changent de nom : la matinale de Jean-Jacques Bourdin devient Bourdin & Co, les émissions de Christian Spitz et de Brigitte Lahaie deviennent respectivement Christian Psy Show et Lahaie, l'Amour et Vous.
L'ancien animateur phare de Tout est possible sur TF1 Jean-Marc Morandini rejoint RMC Info pour présenter une émission sur la télévision de 12 h à 14 h. Les journalistes Alain Marschall et Olivier Truchot prennent les commandes de RMC Info Controverses de 16 h à 18 h à la suite du départ de Sylvain Attal. La matinale de Jean-Jacques Bourdin gagne une heure en commençant à 6 h et Philippe Dufreigne anime la pré-matinale de 5 h à 6 h.
Alexandre Delpérier, Guy Kédia et Sarah Pitkowski sont à la tête de DKP (initiales de Delpérier, Kédia, Pitkowski) un talk show alliant sport et humour chaque soir de la semaine, de 21 h à 23 h. Précédé de RMC Sport entre 18 h et 21 h présenté par François Pesenti et Christophe Cessieux. Le dimanche matin de 10 h à 12 h, Jean-Michel Larqué devient animateur de Larqué Foot avec Jean Resseguié suivi de Jean-Luc Roy avec Motors émission consacrée aux sports mécaniques chaque dimanche de midi à 14 h.
Le week-end, François Sorel anime les matinales de 6 h à 10 h consacrées aux loisirs, Votre jardin (samedi 6 h - 8 h) avec Patrick Mioulane, Votre maison (samedi 8 h - 10 h avec Christian Pessey, Vos animaux (dimanche 6 h - 8 h) avec Laetitia Barlerin et Votre auto (dimanche 8 h - 10 h) avec Gérard Cayeux. François Sorel continue toujours à animer De quoi j'me mail, désormais chaque samedi de 12 h à 14 h. Jean-François Maurel anime les après-midi sports (Intégrale Sport) de 14 h à 18 h, puis Gilbert Brisbois anime les soirées foot (Intégrale Foot) de 18 h à 23 h.
En juillet 2003, Jean-Marc Morandini est licencié et remplacé par l'animatrice de C'est mon choix sur France 3 Évelyne Thomas qui anime On l'a vu à la télé de 10 h à 12 h (rediffusion samedi de 10 h à 12 h) tandis que le Christian Psy Show passe de 12 h à 14 h. Alain Marschall et Olivier Truchot ont rebaptisé leur émission anti-langue-de-bois (ex Controverses) On nous la fait pas.
L'ancien footballeur international et entraîneur Luis Fernandez rejoint RMC pour animer du lundi au jeudi, de 18 h à 19 h, Luis attaque, avec François Pesenti et Christophe Cessieux qui animent toujours RMC Sport entre 19 h et 20 h 30.
DKP gagne une demi-heure et commence à 20 h 30 et Larqué Foot remplace Luis attaque le vendredi de 18 h à 19 h.

### Historique depuis septembre 2004
La rentrée 2004 se caractérise par un recentrage sur l'information avec la pré-matinale Le 5/7 de Guillaume Cahour. Elle est suivie par le programme phare de la station Bourdin & Co de Jean-Jacques Bourdin jusqu'à 11h. Les émissions d'Évelyne Thomas et Christian Spitz sont supprimées et remplacées par une nouvelle émission de débat incarnée par Alain Marschall et Olivier Truchot entre 11h et 14h : Les Grandes Gueules. À partir de 16h, la grille est essentiellement consacrée aux sports. Ainsi, Alexandre Delpérier hérite de la tranche 16h-18h. Il y installe son émission DKP. L'émission Luis attaque de Luis Fernandez gagne une demi-heure. Puis de 19h30 à 21h, Yann Lavoix présente Lavoix des sports. Chaque jeudi de 22h à 23h, Tony Parker est à la tête du Tony Parker Show. En janvier 2005, RMC enrôle un troisième consultant football de choix : Rolland Courbis.
À la rentrée de 2005, l'entraîneur devient animateur de Coach Courbis du lundi au jeudi entre 20h et 21h. Il est remplacé par Vincent Moscato le vendredi avec Viril mais Correct, émission consacrée au rugby. L'émission de Tony Parker est déplacée le lundi.
Pour la rentrée 2006, côté sport, le sélectionneur du XV de France Bernard Laporte rejoint RMC pour présenter Direct Laporte chaque vendredi de 18h à 19h30. Concernant la tranche de l'après 20h, Viril mais correct est programmée le lundi jusqu'à 22h pendant un an, Coach Courbis du mardi au jeudi, tandis que Vincent Moscato hérite de la case des fins de soirée et lance Radio Moscato de 22h à 0h. Après chaque Intégrale Foot, diffusion des rencontres de football en direct, on retrouve l'After Foot (lancée le 4 avril 2006) avec Gilbert Brisbois jusqu'à minuit.
En août 2007, Romain Desarbres anime une nouvelle pré-matinale RMC Première dès 4h30 contre 5 heures auparavant. L'émission DKP est supprimée de la grille des programmes de RMC, elle se voit remplacée par le déménagement de Luis attaque[réf. nécessaire]. En octobre 2007, après la couverture de la Coupe du monde de rugby, Vincent Moscato prend les rênes du 18h-20h avec le Moscato Show. Alexandre Delpérier reprend l'After Foot de 22h à 0h avec Daniel Riolo. Bernard Laporte et Tony Parker quittent la station.
À la rentrée de 2008, Alexandre Delpérier quitte RMC et rejoint Europe 1. Gilbert Brisbois récupère alors l'After Foot et la présentation des soirées football. En avril 2009, une émission de paris sportifs Les Paris RMC remplace De quoi j'me mail est désormais diffusée en podcast.
Pour la saison 2009-2010, peu de changements notables si ce n'est la création de Sportisimon animée par Serge Simon chaque samedi de 12h à 14h. Le 30 janvier 2010, RMC se lance dans le sport hippique avec un partenariat avec le PMU et une émission Les Courses RMC, le samedi de 11h30 à 12h.
À la rentrée 2010, Jean-Jacques Bourdin prend l'antenne de 6h à 10h, les Grandes Gueules officient désormais de 10h à 13h[réf. nécessaire] et laissent la place à Carrément Brunet entre 13h et 14h, animée par Éric Brunet (Le Grand Show de l'Info de Christophe Jakubyzsyn entre septembre et novembre).

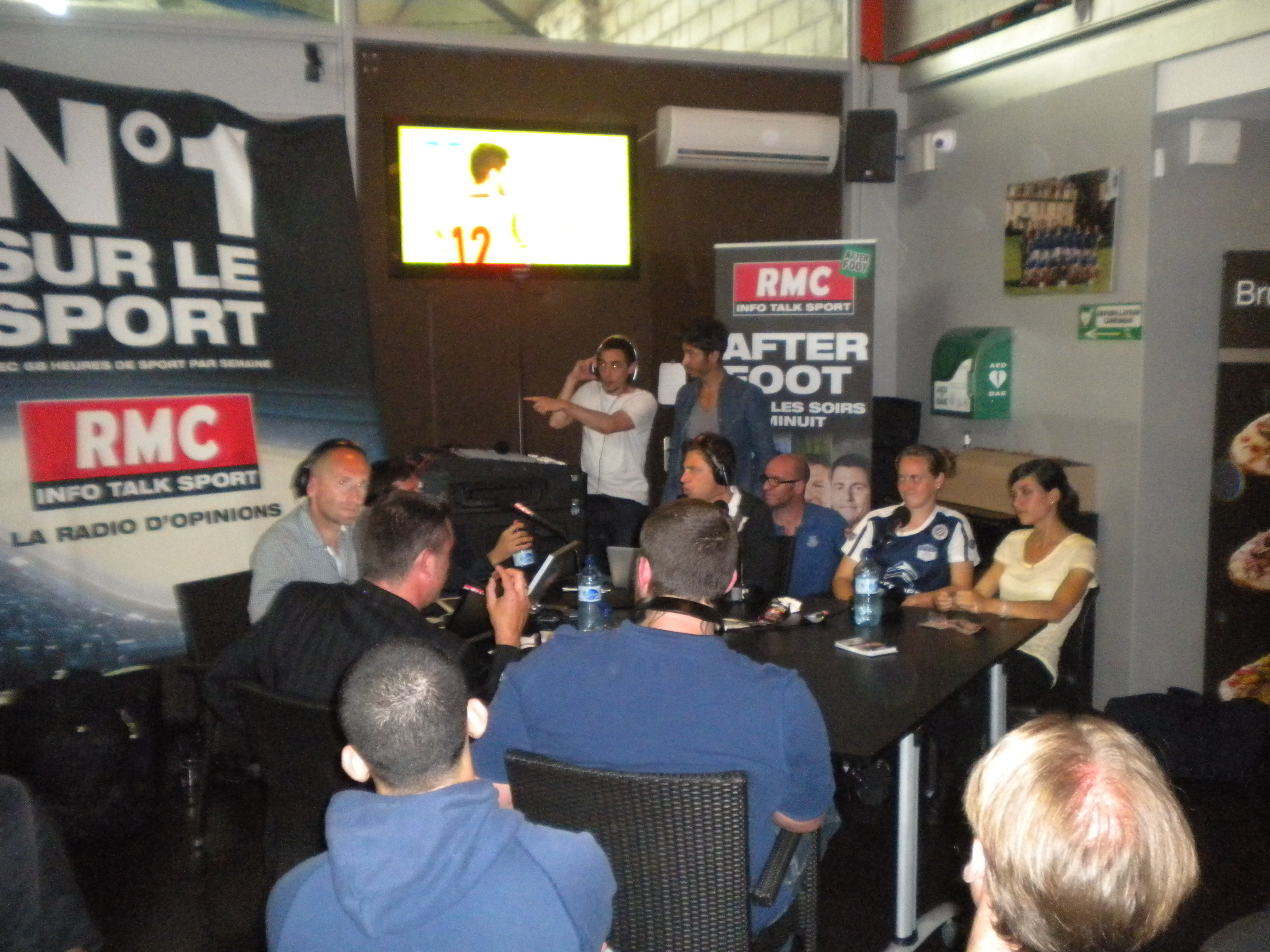
L'émission l'After Foot le 19 juin 2013 à Toulouse.

En août 2011, Charles Magnien et Matthieu Belliard prennent les commandes d'une nouvelle pré-matinale de 4h30 à 6h. Le 10 octobre 2011, Tony Parker reprend le TP Show chaque lundi de 20h à 21h.
Depuis la rentrée 2012, une déclinaison sportive des Grandes Gueules animée par Gilbert Brisbois et Serge Simon remplace les émissions Larqué Foot, SportiSimon et les Paris RMC.
Lors de la rentrée 2014, le Moscato Show, rebaptisée Super Moscato Show, est désormais programmé à 16h et suivi de Luis attaque.
Souhaitant se positionner vers un format «100% actu », RMC arrête en 2016 Lahaie, l'Amour et Vous et se sépare de son animatrice Brigitte Lahaie après 15 années de service. D'autre part, Luis Fernandez annonce qu'il quitte la station. Le talk show d'Eric Brunet est alors rallongée d'une heure et renommée Radio Brunet. Roselyne Bachelot arrive sur RMC pour animer une nouvelle émission 100% Bachelot d'une heure, de 15h à 16h. Christophe Dugarry est recruté pour animer la tranche de 18h à 20h avec une nouvelle émission appelée Team Duga. Le vendredi entre 18h et 20h. Du mardi au jeudi, une nouvelle émission, Manu & Coach, est diffusée de 20h à 21h avec Emmanuel Petit et Rolland Courbis. Après leur élection à la tête de la Fédération française de rugby en décembre 2016, Bernard Laporte et Serge Simon quittent RMC. Direct Laporte est alors remplacée par Direct Rugby le lundi de 20h à 21h avec Thomas Lombard et par Total Sport le dimanche de 18h à 21h avec Denis Charvet tandis que Simon est remplacé par Sarah Pitkowski à la présentation des Grandes Gueules du Sport.
À la rentrée 2017, RMC réorganise ses matinales du week-end présentées par François Sorel. L'émission Vos animaux avec Laetitia Barlerin s'arrête après 15 ans d'antenne et laisse place à deux nouvelles émissions Votre forme avec Christian Recchia et Votre vie numérique avec Raphaël Grably. Ainsi, le samedi, les auditeurs peuvent écouter Votre Jardin (6h-7h), Votre Maison (7h-8h), Votre forme (8h-9h) et Votre vie numérique (9h-10h) tandis que le dimanche est désormais réservé à Votre Auto de 7h à 10h. Maïtena Biraben succède à Roselyne Bachelot. Elle présente M comme Maïtena du lundi au vendredi de 15h à 16h. RMC réorganise aussi ses soirées foot : tous les soirs, de 20h à minuit, la station diffuse le Super Football Show présenté par Gilbert Brisbois en semaine et par Arnaud Souque et Nicolas Vilas le week-end. Il est composé du Petit Football Show avec Emmanuel Petit, du Coach Football Show avec Rolland Courbis, du Captain Football Show avec Jean-Michel Larqué et de l’After Foot. L'émission commence à 22h le lundi avec l'After Foot laissant la place à Direct Rugby et Basket Time de 20h à 22h.

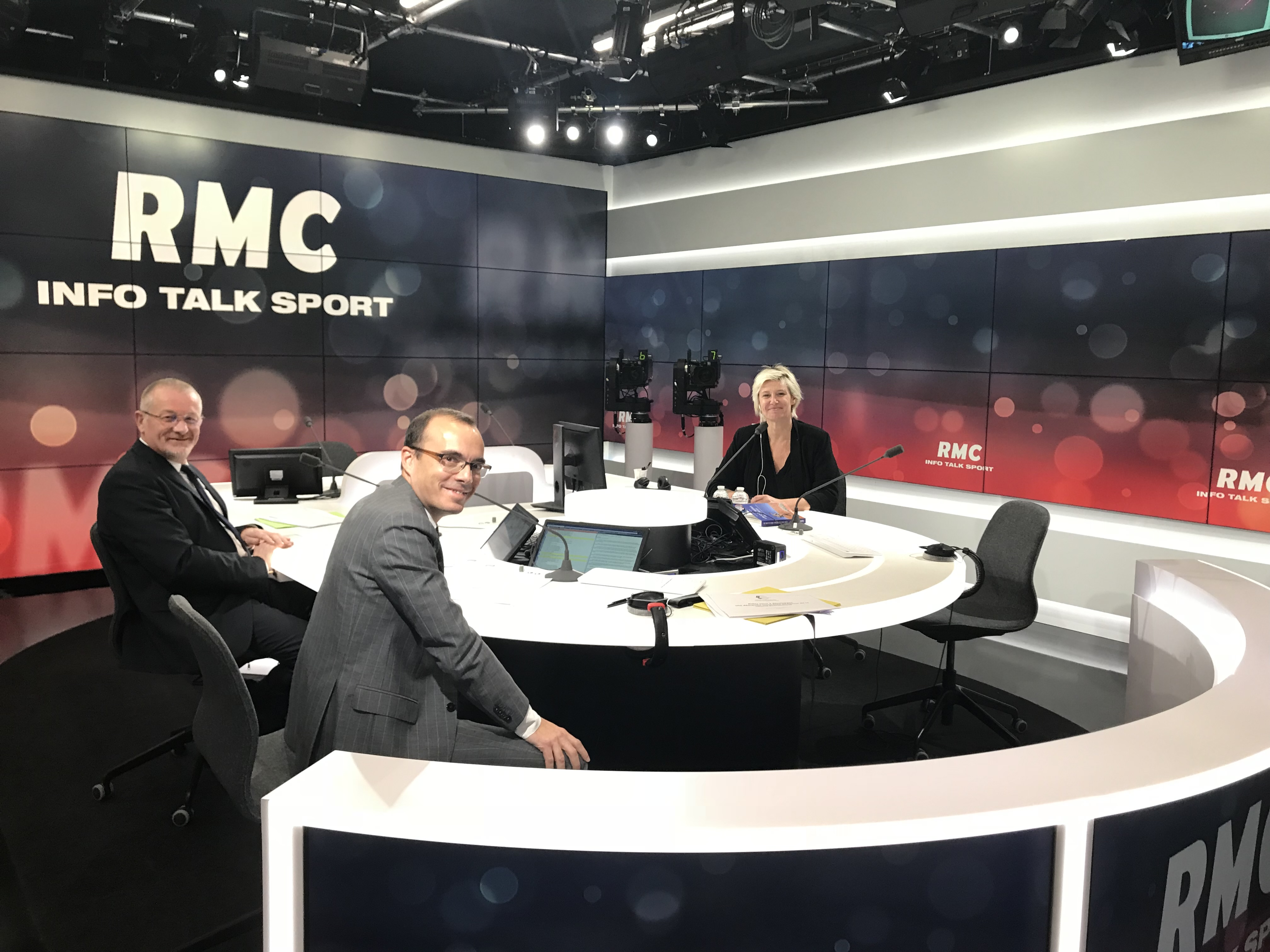
L'émission RMC Info Talk Sport en 2018.

En 2018, les shows Les Grandes Gueules et Radio Brunet sont avancés d'une heure, désormais respectivement programmés de 9 h à 12 h et de 12 h à 14 h. Ce changement permet à la station d'offrir une heure supplémentaire à l'émission M comme Maïtena de Maïtena Biraben. La rentrée 2018 est également marqué par le départ de Jean-Michel Larqué. L'émission du vendredi Larqué Foot est alors remplacée par Ici, c'est Willy, nouvelle émission présentée par Willy Sagnol.
En 2019, Laurent Neumann rejoint Éric Brunet à la présentation de l'émission de débats de la mi-journée. Radio Brunet devient alors Brunet/Neumann. L'émission Lellouche à l'affiche, présentée par Philippe Lellouche, remplace M comme Maïtena du lundi au vendredi de 15h à 16h. Julien Cazarre fait son retour sur la radio et participe aux shows Team Duga et l'After Foot. Breaking foot est une nouvelle émission d'actualité du football et diffusée du lundi au jeudi de 20h à 21h. Le vendredi, de 18h à 20h, l'émission de Willy Sagnol est remplacée par Rothen régale présentée par Jérôme Rothen. Jean-Michel Larqué fait alors son retour dans la station pour participer à cette nouvelle émission. Le week-end, les Grandes Gueules du Sport sont réduites d'une heure pour laisser place au retour des Paris RMC de 10h à 11h. Sarah Pitkowski n'accompagne plus Christophe Cessieux la présentation des GG du Sport. Le dimanche, l'émission Motors disparaît pour laisser sa case à l'émission rugby Entre les potos auparavant diffusée le lundi soir.
En mars 2020, RMC perd ses droits sur la Formule 1 qu'elle diffuse depuis 2002.
Depuis septembre 2020, la pré matinale de RMC a changé de nom, s'appelant RMC bonjour, animée par Mathieu Rouault et Anais Castagna dès 4h30. Après 19 ans de matinale, Jean-Jacques Bourdin laisse sa place à Apolline de Malherbe, journaliste politique à BFMTV entre 6h et 8h30 avec Apolline matin (diffusé en simultanée sur RMC Découverte). Jean Jacques Bourdin continue à présenter l'interview politique entre 8h30 et 9h sur RMC et BFMTV. Éric Brunet étant parti à LCI, il est remplacé par l'éditorialiste de BFM Buisness Emannuel Lechypre, l'émission s'appelle Neumann Lechypre, les débats seront animés par Laure Closier, journaliste à BFM business et Lisa Marie Marquès. Cette émission sera diffusée simultanément sur RMC story en janvier 2021. La tranche horaire du 14h-16h (assurée par Lelouche à l'affiche la saison dernière) a été supprimée, Neumann Lechypre gagne 1h (12h-15h), idem pour le Super Moscato show (15h-18h), Avec le départ de Christophe Dugarry de RMC en juin 2020, Team duga fut remplacée par Top of the foot entre 18h et 21h présentée par 2 journalistes d'RMC sport (Jean Louis Tourre et Mohamed Bouhafsi) accompagnée par 2 nouveaux consultants: Adil Rami et Mathieu Valbuena. Le week end, les Grandes gueules du sport est présenté par Jean Christophe Drouet, accompagnée par de nouveaux consultants : Marc Madiot, David Douillet, Henri Leconte et Pascal Duprad. Entre les potos fut retiré du week-end, il est diffusé en podcast. Les après-midis sport sont assurés par Thibaut Giangrande et Houssem Loussaïef et les soirées foot par Nicolas Jaimain, Christophe Cessieux et Benoit Boutron. Enfin, RMC propose un nouveau jeu le samedi 14h-15h avec Jean christophe Drouet: le Blind test RMC (répondre à des questions à l'aide d'extraits diffusés à l'antenne)
Depuis le 9 janvier 2021, l'émission Le week-end des experts (Les week-ends de 6h à 10h) est supprimée, remplacée par la diffusion de la matinale de BFMTV. Cependant, à partir 15 janvier 2022, elle est remplacée par La Matinale Week-End, présentée par Mathieu Rouault.
À partir d'août 2021, la case 12h-15h est occupée par Estelle Denis.
À partir du 10 janvier 2022, la pré-matinale est intitulée Charles Matin et est présentée par Charles Magnien, accompagné d'Anaïs Castagna.

### Émissions sportives proposées pour la saison 2024-2025
- Super Moscato Show, émission sportive décalée présentée par Vincent Moscato, Pierre Dorian et Adrien Aigoin, entre 15h et 18h (co-diffusée sur RMC Story depuis  le 13 janvier 2025[69]).
- Rothen s'enflamme, émission sur le football, de 18h à 20h, présentée par Jérôme Rothen et Jean Louis Tourre.
- After Foot, émission de débat sur le football dont la présentation est assurée par Gilbert Brisbois, Nicolas Vilas, Thibaut Giangrande ou Nicolas Jamain, chaque jour de 20h à minuit.
- Les Grandes Gueules du Sport, émission de débat et de sport, le samedi et le dimanche de 9h à 12h, présentée par Jean-Christophe Drouet et Christophe Cessieux.
- Les Paris RMC, émission hebdomadaire, le samedi et le dimanche de 12h à 13h, consacrée aux paris sportifs présentée par Jean-Christophe Drouet.
- Les Courses RMC, émission consacrée aux courses hippiques présentée chaque samedi à 13h par Dimitri Blanleuil.
- Stephen Brunch, émission de débat sportifs proposée le dimanche de 13h à 15h et présentée par Stephen Brun.
- Bartoli Time, émission de débat et de sport, le dimanche soir de 19h30 à 20h30, présentée par Marion Bartoli et Benoît Boutron.
- Intégrale Sport, diffusion le week-end d'événements sportifs avec Christophe Cessieux.
- Intégrale Foot, diffusion le week-end des matches de football présentée par Benoit Boutron et Marina Lorenzo.
- Intégrale Rugby, diffusion le week-end des matches de rugby présentée par Christophe Cessieux et Alexandre Biggerstaff.

### Émissions d'information et de débats proposées pour la saison 2024-2025
- Charles Matin, pré-matinale (5h à 6h30) présentée par Charles Magnien, accompagnée de Géraldine de Mori. (début 2023 en simultané sur RMC Story)
- Apolline Matin, matinale présentée par Apolline de Malherbe, du lundi au vendredi de 6h30 à 8h30. (en simultané sur RMC Story)
- Face à Face, entretien politique de 8h30 à 9h présentée par Apolline de Malherbe. (en simultané sur BFM TV)
- Les Grandes Gueules, émission de débat d'actualités, entre 9h et 12h, présentée par Alain Marschall et Olivier Truchot. (en simultané sur RMC Story)
- Estelle Midi, émission de débat d'actualités présentée par Estelle Denis, de 12h à 14h. (en simultané sur RMC Story)
- RMC Poker Show, émission consacrée au poker présentée, chaque dimanche de minuit à 1h, par Daniel Riolo et Moundir.
- Anaïs Matin, matinale du week-end (6h-9h) présentée par Anaïs Castagna (depuis août 2024)

### Événementiel
Le 6 mars 2017, en cette année électorale, RMC part à la rencontre des Français en affrétant un camping-car.
Mais RMC se positionne franchement en faveur des retransmissions sportives. Par exemple :
- du 2 au 14 janvier 2017, RMC a proposé des points réguliers sur la 39e édition du rallye raid Dakar[71] ;
- du 9 au 25 février 2018, RMC propose 100 heures de direct depuis la Corée du Sud, ayant acquis les droits de l'ensemble des Jeux olympiques d'hiver de 2018[72] ;
- du 14 juin au 15 juillet 2018, RMC bouleverse ses programmes pour diffuser la Coupe du monde de football de 2018 et toute la radio est mise à contribution[73].

## Diffusion

### Grandes ondes (GO) (inactif)
RMC est alors diffusée en grandes ondes (GO) sur 216 kHz, entre décembre 1964 et mars 2020, de 6 h à 0 heure, depuis l'émetteur de la Madone, puis à partir de septembre 1974 depuis l'émetteur de Roumoules, de cinq heures du matin à minuit un quart avec une puissance pouvant aller jusqu'à 2 400 kW, ensuite ramenée en 2008 à 1 500 kW de 6 h à 20 heures et à 900 kW en dehors de cette tranche horaire, compte tenu de la forte progression de sa couverture FM au nord de la Loire.
Les zones d'écoute confortable ou acceptable de RMC couvrent les 2/3 de la France, l'Italie, une grande partie de l'Espagne, du bassin méditerranéen et le littoral méditerranéen de l'Algérie, du Maroc et la Tunisie.
Le 28 mars 2020 à 00h02, RMC stoppe sa diffusion en Grandes Ondes sur le 216 kHz pour des raisons économiques,.

### Petites Ondes (PO) (inactif)
RMC émet en onde moyenne depuis l'émetteur de Fontbonne avant l’installation de l'émetteur grandes ondes de la Madone.
Dans les années 2000, RMC est diffusée en Lorraine, à Strasbourg et à Brest, car la FM et grandes ondes est difficilement recevable.

### Modulation de fréquence (FM)
RMC est diffusée depuis 1956 à Monaco et depuis 1986 en France métropolitaine via des émetteurs répartis sur l'ensemble du territoire.

### Radio Numérique Terrestre (DAB+)
RMC est diffusée en DAB+ sur le réseau métropolitain n°2 en cours de déploiement depuis Octobre 2021.

### Satellite, câble, IPTV
RMC est aussi diffusée sur satellite, câble et IPTV.

### Internet
Le site internet de la radio permet son écoute en streaming (en direct) et propose de nombreux podcasts gratuits. RMC est aussi disponible sur la plupart des postes de radio Internet en streaming.

### Adaptations télévisuelles
Quelques émissions de la station bénéficient ou ont bénéficié d'une adaptation à la télévision :
- Le Forum RMC-FR3, émission politique diffusée en simultanée sur FR3 et RMC entre 1986 et 1991 ;
- Le multitop Nuggets-RMC-La 5, émission musicale de Childéric Muller diffusé sur La 5 en 1987 et 1988 ;
- L'interview politique de Bourdin Direct est diffusée en simultanée sur BFM TV depuis 2007 (8h30-8h55). Depuis janvier 2013, l'intégralité de la matinale de Jean-Jacques Bourdin est diffusée sur RMC Découverte (6h00-8h30) ;
- L'After Foot, diffusée quotidiennement sur BFM TV de 22 h 45 à 23 h pendant la coupe du monde de football 2010, puis le week-end jusqu'en janvier 2011. Depuis le lancement de la chaîne BFM Sport puis RMC Sport News,le 7 juin 2016, l'After Foot est diffusé tous les soirs sur la nouvelle chaîne de 22h30 à minuit ;
- Les Grandes Gueules sont diffusés en simultanée sur RMC Story, du lundi au vendredi, de 9 heures à 12 heures (auparavant Numéro 23 de 10 heures à 13 heures), à partir du 5 septembre 2016[75].
- Super Moscato Show, émission sportive décalée présentée par Vincent Moscato et Pierre Dorian diffusée sur RMC Sport 1 de 2018 a 2019 diffusée de 2019 à 2020 sur RMC Sport News et depuis 2025 sur la chaîne de la TNT RMC Story
- Team Duga, émission sur le football présentée par Christophe Dugarry et Jean-Louis Tourre diffusée sur RMC Sport News.
- Rothen régale, émission sur le football présentée par Jérôme Rothen et Jean-Louis Tourre diffusée sur RMC Sport News
- Les Grandes Gueules du Sport, émission hebdomadaire de débat et de sport présentée par Christophe Cessieux diffusée sur RMC Sport News.
- Les Paris RMC, émission hebdomadaire consacrée aux paris sportifs présentée par Jean-Christophe Drouet diffusée sur RMC Sport News.
- Les Courses RMC, émission hebdomadaire consacrée aux courses hippiques présentée par Sébastien Darras diffusée sur RMC Sport News.
- RMC Sport Show, émission du week-end de débat et de sport présentée par Louis Amar diffusée sur RMC Sport News.
- RMC Football Show, émission sur le football présentée par Gilbert Brisbois, Christophe Cessieux ou Nicolas Jamain diffusée sur RMC Sport News.

## Audiences
Avec 49 sondages consécutifs à la hausse sur 50 depuis septembre-octobre 2001 et une audience cumulée de 7,9 % (d'après le sondage Médiamétrie publié le 18 novembre 2016), RMC se place comme la troisième radio commerciale et la première radio généraliste de France sur le public de moins de 50 ans devant RTL, France Inter et Europe 1, en audience cumulée, part d'audience et au quart d'heure moyen.
S'agissant des audiences de la station, selon les résultats du sondage Médiamétrie publié le 20 juillet 2017, RMC rassemble 4,16 millions d'auditeurs quotidiens et dépasse pour la seconde fois de son existence, sa concurrente Europe 1, en part d'audience, à hauteur de 6.9 % contre 6.1 pour Europe 1.

## Prix et récompenses
Tous les ans, RMC décerne un certain nombre de prix ou attribue des récompenses :
- RMC Sport Awards (depuis 2014) : un lauréat pour chaque catégorie est désigné par RMC, BFMTV, Le Parisien - Aujourd'hui en France et BFM Sport[76] ;
- Trophées PME Bougeons-nous (depuis 2010) : l'objectif de ce prix est de valoriser la créativité, l'investissement, le dynamisme et l'enthousiasme des PME françaises[77] ;
- Grand casting des Grandes Gueules (depuis 2016) : casting annuel ouvert dans la perspective de devenir un nouveau membre de l'émission Les Grandes Gueules[78] ;
- Talents de l'Info RMC (depuis 2009) : l'étudiant en journalisme gagnant le concours est invité à rejoindre la rédaction de RMC pour un CDD[79] ;
- Grand casting étudiant des Grandes Gueules (depuis 2017) : un étudiant, âgé de 18 à 25 ans, pourra devenir la nouvelles Grande Gueule de l'émission[80] ;
- Bourse Marc Van Moere (depuis 2013) : RMC Sport organise un concours sur deux jours pour élèves-journalistes, le lauréat décrochant un CDD de trois mois[81] ;
- Grand Prix RMC des maires (depuis 2018) : RMC récompense chaque année les projets entreprenants des maires de France[82].

## Sanctions de la part du CSA français
La radio a été mise en demeure ou en garde par le CSA français à plusieurs reprises.
Le 4 mars 2008, le CSA a mis en demeure RMC, à la suite des propos diffusés le 29 novembre 2007 dans l'émission Les Grandes Gueules mettant en cause la communauté asiatique, de respecter la loi qui interdit la diffusion de propos pouvant inciter à la haine pour raisons de race.
Le CSA a adressé deux mises en demeure et une mise en garde à RMC, après la diffusion de propos « susceptibles d'encourager des comportements discriminatoires » ou qui « portaient atteinte à la dignité de la personne humaine ». Ces propos ont été tenus dans Carrément Brunet :
- une mise en demeure a ainsi été adressée par le CSA après la diffusion, le 30 août 2011, de propos « susceptibles d'encourager des comportements discriminatoires en raison de l'appartenance à une ethnie ou à une nation. » Une pratique en contradiction avec les stipulations de l'article 2-4 de la convention de la station ;
- l'émission d'Éric Brunet a écopé d'une seconde mise en demeure après la diffusion, le 19 septembre 2011, de propos évoquant « une personne impliquée dans une procédure judiciaire ont été tenus à l'antenne », ce qui est en contradiction avec les stipulations de l'article 2-5 de la convention de la station, précise le CSA ;
- enfin, le conseil a adressé une mise en garde après la diffusion le 5 septembre 2011 de propos « qui portaient atteinte à la dignité de la personne humaine ont été tenus à l'antenne, sans intervention modératrice du journaliste. » Une pratique en contradiction avec les stipulations de l'article 2-6 de la convention de la station, a indiqué le CSA[85].

En 2011, le CSA met en demeure RMC pour défaut d'information sur le coût de son numéro surtaxé.
Le 2 décembre 2011, le CSA met en garde la radio pour l'émission Moscato Show accusée d'une « certaine complaisance à l’égard des auteurs présumés » d'agression sexuelle, en l’occurrence des joueurs de l'équipe d'Angleterre de rugby.
En janvier 2013, Sophie de Menthon et Franck Tanguy ont des propos polémiques concernant l'affaire Dominique Strauss-Kahn. D'abord la chef d'entreprise indique que le viol de Nafissatou Diallo est ce qu'il « lui était arrivé de mieux » et elle est sûre qu'il y a « des femmes dans la rue, qui ont pensé ça, en se disant j'aimerais moi être femme de chambre dans un hôtel et que ça m'arrive », puis le conseiller en investissement financier poursuivra en disant que la femme de chambre vit « conte de fée » avant de déclarer : « C'est un tromblon. Elle n'a rien pour elle. Elle ne sait pas lire, pas écrire, elle est moche comme un cul et elle gagne 1,5 million. C'est extraordinaire cette histoire ! »,. Des excuses ont été données quatre jours après,. Cependant, le 30 janvier 2013, le CSA met en demeure la station, pour « propos injurieux, misogynes, attentatoires à la dignité de la personne et à connotation raciste ».
En 2015, le CSA met en demeure RMC et 12 autres médias pour « manquements graves » relatifs à leur couverture médiatique des attentats du mois de janvier